# Coulicou de Cocos
Coccyzus ferrugineus
Espèce
Statut de conservation UICN

 VU D1+2 : Vulnérable
Les Coulicou de Cocos (Coccyzus ferrugineus) est une espèce d'oiseau de la famille des Cuculidae.

## Répartition
Cet oiseau est endémique de l'île Cocos au Costa Rica.